# Otani Koki
Koki Otani (大谷 幸輝 Ōtani Kōki, sinh ngày 8 tháng 4 năm 1989 ở Kumamoto) là một cầu thủ bóng đá người Nhật Bản thi đấu cho Albirex Niigata.

## Thống kê câu lạc bộ
Cập nhật đến ngày 23 tháng 2 năm 2018.
| Thành tích câu lạc bộ | Thành tích câu lạc bộ | Thành tích câu lạc bộ | Giải vô địch | Giải vô địch | Cúp                   | Cúp                   | Cúp Liên đoàn | Cúp Liên đoàn | Châu lục | Châu lục  | Tổng cộng | Tổng cộng |
| Mùa giải              | Câu lạc bộ            | Giải vô địch          | Số trận      | Bàn thắng    | Số trận               | Bàn thắng             | Số trận       | Bàn thắng     | Số trận  | Bàn thắng | Số trận   | Bàn thắng |
| Nhật Bản              | Nhật Bản              | Nhật Bản              | Giải vô địch | Giải vô địch | Cúp Hoàng đế Nhật Bản | Cúp Hoàng đế Nhật Bản | J. League Cup | J. League Cup | AFC      | AFC       | Tổng cộng | Tổng cộng |
| --------------------- | --------------------- | --------------------- | ------------ | ------------ | --------------------- | --------------------- | ------------- | ------------- | -------- | --------- | --------- | --------- |
| 2008                  | Urawa Red Diamonds    | J1 League             | 0            | 0            | 0                     | 0                     | 0             | 0             | 0        | 0         | 0         | 0         |
| 2009                  | Urawa Red Diamonds    | J1 League             | 0            | 0            | 0                     | 0                     | 0             | 0             | –        | –         | 0         | 0         |
| 2010                  | Urawa Red Diamonds    | J1 League             | 0            | 0            | 0                     | 0                     | 0             | 0             | –        | –         | 0         | 0         |
| 2011                  | Urawa Red Diamonds    | J1 League             | 0            | 0            | 0                     | 0                     | 0             | 0             | –        | –         | 0         | 0         |
| 2012                  | Urawa Red Diamonds    | J1 League             | 0            | 0            | 0                     | 0                     | 0             | 0             | –        | –         | 0         | 0         |
| 2013                  | Urawa Red Diamonds    | J1 League             | 0            | 0            | 0                     | 0                     | 0             | 0             | 0        | 0         | 0         | 0         |
| 2014                  | Giravanz Kitakyushu   | J2 League             | 42           | 0            | 4                     | 0                     | –             | –             | –        | –         | 46        | 0         |
| 2015                  | Urawa Red Diamonds    | J1 League             | 0            | 0            | 1                     | 0                     | 2             | 0             | 1        | 0         | 4         | 0         |
| 2016                  | Urawa Red Diamonds    | J1 League             | 0            | 0            | 1                     | 0                     | 4             | 0             | 0        | 0         | 5         | 0         |
| 2017                  | Albirex Niigata       | J1 League             | 23           | 0            | 0                     | 0                     | 1             | 0             | –        | –         | 24        | 0         |
| Tổng cộng sự nghiệp   | Tổng cộng sự nghiệp   | Tổng cộng sự nghiệp   | 65           | 0            | 6                     | 0                     | 7             | 0             | 1        | 0         | 79        | 0         |